# Fiodor Fiodorovitch Trepov
Fiodor Fiodorovitch Trepov (en russe : Фёдор Фёдорович Трепов), né en 1812 et décédé le 23 novembre 1889 à Saint-Pétersbourg était un militaire et un homme politique russe. Il fut général de cavalerie, chef de la police de Varsovie (1860-1861), chef de la police du royaume de Pologne (1863-1866), chef de la police de Saint-Pétersbourg (1866-1873) et gouverneur civil de Saint-Pétersbourg de 1873 à 1878. 
Il est le père d'Alexandre Trepov et de Dmitri Trepov.

## Biographie
Entre 1826 et 1827, Trepov fréquenta l'École Centrale d'ingénierie de Saint-Pétersbourg. Ses études terminées il entra au département des Biens de l'État (1828).
En 1831, lors du soulèvement de la Pologne, Trepov intégra les rangs de l'armée. Comme il participait à la répression contre les Polonais, il fut blessé à la tête. Il commanda un régiment de gendarmes à Kiev. Il se distingua lors du Insurrection de Janvier 1863. En 1867, il fut promu adjudant-général. En 1860, il fut nommé chef de la Police de Varsovie, il occupa cette fonction jusqu'en 1861, puis entre 1863 et 1866, il fut le chef de la Police du royaume de Pologne. Pendant son séjour dans ce pays, il laissa le souvenir d'un homme brutal.
Après la tentative d'assassinat de Dmitri Karakozov (1840-1866) sur Alexandre II, en avril 1866, l'empereur nomma Trepov chef de la police de Saint-Pétersbourg, le général demeura à ce poste jusqu'en 1873. Il fut également admis comme membre du Conseil d'administration  au Département des institutions de Maria Feodorovna de Russie (Sophie-Dorothée de Wurtemberg) (institution publique ayant à charge l'aide à la condition des femmes dans l'Empire russe, la charité et l'enseignement). Sous son mandat, le salaire des policiers fut augmenté, la police fut réformée, le général tenta de lutter contre l'alcoolisme, il lutta contre la mendicité, pour ce faire il fit ouvrir des ateliers de couture où les femmes nécessiteuses purent exercer une activité professionnelle. 
Trepov bénéficia de toute la confiance et de la grande faveur d'Alexandre II. 
Trepov réprima sévèrement les émeutes estudiantines (comme la bataille à l'Institut technologique en janvier 1874) et celle ordonnée contre les émeutiers lors de la manifestation de la cathédrale Notre-Dame-de-Kazan de Saint-Pétersbourg en décembre 1876. 
En juillet 1877, lors de l'une de ses visites dans une prison, un prisonnier politique nommé Alexeï Stepanovitch Bogolioubov omet d'ôter son chapeau au passage de Trepov. Offusqué, le général ordonne une punition par le fouet et le prisonnier est fouetté avec des verges (cet ordre ne connut aucun précédent dans l'histoire russe). Informée du châtiment infligé au prisonnier, le 24 janvier 1878, Vera Zassoulitch (1849-1919) pour toute réponse tira deux balles dans le ventre sur Trepov. Arrêtée, elle comparaît devant un tribunal, mais contre toute attente, elle n'est pas condamnée. Le peintre Nikolaï Iarochenko a réalisé un tableau en prenant Vera Zassoulitch comme prototype en 1881. Il est intitulé La Terroriste.  
En 1881, Trepov fut admis membre du Comité créé par le chef de l'administration de Saint-Pétersbourg, Nikolaï Mikhaïlovitch Baranov (1837-1901) afin d'étudier les différents problèmes de la vie urbaine de la capitale impériale.
Fiodor Fiodorovitch Trepov vécut les dernières années de sa vie à Kiev.